# Silence Teaches You How to Sing
Silence Teaches You How to Sing è il secondo EP del gruppo musicale norvegese Ulver, pubblicato nel 2001 dalla Jester Records.

## Edizioni
Verrà riproposto insieme al successivo EP dello stesso anno Silencing the Singing con il titolo Teachings in Silence.

## Tracce
1. Silence Teaches You How to Sing – 24:05